# Rhynchaglaea scitula
Rhynchaglaea scitula är en fjärilsart som beskrevs av Butler 1879. Rhynchaglaea scitula ingår i släktet Rhynchaglaea och familjen nattflyn. Inga underarter finns listade.